# Робсон, Джон Майкл (журналист)
Джон Майкл Робсон (англ. John Michael Robson, часто Майк Робсон, англ. Mike Robson; 24 января 1939, Пукекохе — 13 декабря 2000, Веллингтон) — новозеландский журналист, редактор, медиаменеджер.
Родился и вырос на молочной ферме. Окончил Брауновский университет в США. Начал трудовую карьеру спортивным репортёром в газете New Zealand Herald (1956—1961), в 1963—1964 гг. был корреспондентом агентства Associated Press. В 1970—1974 гг. собственный корреспондент новозеландского информационного агентства New Zealand Press Association в Лондоне. С 1974 г. работал редактором в веллингтонской газете Evening Post.
В 1981 году перешёл на работу в медиакорпорацию Independent Newspapers как заместитель генерального директора, в 1983 году занял должность генерального директора, на которой оставался до конца жизни; под его руководством корпорация совершила ряд значимых приобретений и вышла на позицию двенадцатого по величине бизнеса в стране. В разные годы он также входил в советы директоров различных организаций, включая Национальный банк Новой Зеландии (коммерческий). Помимо этого, Робсон стал одним из основателей Новозеландского литературного архива при Университете Виктории в Веллингтоне (1992), внёс значительный вклад в создание Новозеландского архива комиксов.
Робсон умер внезапно, вернувшись домой после вечерней пробежки. Национальный клуб журналистов Новой Зеландии (англ. National Press Club) посмертно удостоил его премии за исключительный вклад в новозеландскую журналистику.